# Wuhan
Wuhan (kinesisk: 武漢; pinyin: Wǔhàn) er hovedbyen i provinsen Hubei i Folkerepublikken Kina. Byen er den største i det centrale Kina med ca. 12.326.518 (2020) indbyggere. Wuhan ligger ved floden Yangtze.

## Navn
Byområdet består af tre dele: Wuchang, Hankou, og Hanyang, der tilsammen kaldes "Wuhans tre byer". Navnet "Wuhan" er en kombination af "Wu" fra navnet på det første byområde, og "Han", som kommer fra navnene på de sidste to byområder.

## Historie
Wuhan-området har været beboet i mere end 3.500 år. Under Han-dynastiet blev Hanyang en forholdsvis travl havn. I det 3. århundrede blev bymure bygget for at beskytte Hanyang og Wuchang.
I slutningen af det 19. århundrede blev der bygget en jernbane gennem byen, hvilket gjorde byen til et vigtigt transitsted for gods som skulle lastes til og fra skib. I den periode opnåede fremmede magter merkantile koncessioner, og havnefronten blev opdelt efter de forskellige handelskoncessioner.
I 1911 begyndte Sun Yat-sens tilhængere her Wuchang-oprøret, som førte til Qing-dynastiets fald og grundlæggelsen af Republikken Kina. I 1920'erne var Wuhan hovedstaden for en Kuomintang-bevægelse, ledet af Wang Jingwei som opposition til Chiang Kai-shek.
Byen var tidligere udsat for talrige katastrofale oversvømmelser fra Yangtze, men efter indvielsen i 2006 af en dæmning på 27,2 millioner kubikmeter, Tre Slugters Dæmning, forventes denne risiko at være elimineret.

### Global pandemi
De første udbrud af covid-19 i januar 2020 blev påvist hos personer i Wuhan som havde pådraget sig en lungebetændelse med uklar oprindelse. Flere af dem arbejdede i og omkring boderne på Huanan fiskemarked, hvor der også blev solgt levende dyr. 23. januar 2020 blev Wuhan og nogle omliggende byer sat i karantæne på grund af Sars-cov2 som forårsager sygdommen covid-19. Karantænen varede i 76 dage.

## Geografi

### Klima
| Vejr for Wuhan                    | Vejr for Wuhan | Vejr for Wuhan | Vejr for Wuhan | Vejr for Wuhan | Vejr for Wuhan | Vejr for Wuhan | Vejr for Wuhan | Vejr for Wuhan | Vejr for Wuhan | Vejr for Wuhan | Vejr for Wuhan | Vejr for Wuhan | Vejr for Wuhan |
|                                   | Jan            | Feb            | Mar            | Apr            | Maj            | Jun            | Jul            | Aug            | Sep            | Okt            | Nov            | Dec            | År             |
| --------------------------------- | -------------- | -------------- | -------------- | -------------- | -------------- | -------------- | -------------- | -------------- | -------------- | -------------- | -------------- | -------------- | -------------- |
| Gennemsnitlig maks °C             | 8,1            | 10,7           | 15,2           | 22,1           | 27,1           | 30,2           | 32,9           | 32,5           | 28,5           | 23             | 16,8           | 10,8           | 21,5           |
| Gennemsnitlig min °C              | 1              | 3,5            | 7,4            | 13,6           | 18,9           | 22,9           | 26             | 25,3           | 20,7           | 14,7           | 8,4            | 2,9            | 13,8           |
| Gennemsnitlig nedbør mm           | 49             | 68             | 90             | 136            | 167            | 220            | 225            | 117            | 74             | 81             | 59             | 30             | 1.316          |
| Kilde (27. februar 2019): TurVejr |                |                |                |                |                |                |                |                |                |                |                |                |                |

## Myndigheder
Den lokale leder i Kinas kommunistiske parti er Wang Zhonglin. Borgmester er Zhou Xianwang, pr. 2021.